# Poder y mercado
Poder y mercado: el gobierno y la economía es un libro de 1970 escrito por Murray Rothbard, economista de la escuela austriaca y anarcocapitalista, en el que analiza y clasifica los efectos negativos de los diversos tipos de intervención del gobierno en la economía, y niega que el gobierno sea útil o necesario. 
Originalmente fue parte de su libro de 1962 Hombre, economía y Estado, pero fue retirado antes de la publicación, por diversas razones, y posteriormente publicado con el título mencionado anteriormente. En algunas versiones vienen unificados.

## Política o economía
El libro diferencia la obtención de propiedad entre medios políticos y medios económicos, los primeros son mercados intervenidos, los segundos son mercados libres.

### Mercado intervenido
Para Rothbard hay distinción entre una economía privada surgida por medios puramente privados y una economía privada surgida por el favor político, donde la intervención del gobierno en la economía tiende naturalmente a favorecer a las élites de las sociedad. Su conclusión es que la plutocracia es un producto político, surgido de la intervención estatal a su favor, y no un producto económico.
Siguiendo a la Escuela austríaca a la que pertenece, Rothbard sostiene que no vivimos en un mercado libre, sino en mercados intervenidos en uno u otro nivel, por lo que su resultado es político. Para Rothbard el mercado libre o mercado voluntario, es uno sin poder coactivo, dónde la oferta y la demanda se encuentran voluntariamente y sin trabas, con resultados dependientes de la economía.

### Mercado libre
El mercado libre es un proveedor de servicios más eficiente que cualquier gobierno, proyección surgida del estudio económico. [cita requerida]Éticamente, a diferencia del gobierno que tiene monopolizada la seguridad y ley entre otros servicios. Las cosas funcionan cuando los que quieren las cosas están de acuerdo con los que ofrecen las cosas, la oferta y la demanda hace que la mayoría de los arreglos sean satisfactorios, pudiendo sustituir eficazmente con un orden libre y pacífico sin gobierno (anarquía).

## Los economistas y el mercado libre
Murray Rothbard dedica un capítulo de "Poder y mercado" a la función tradicional de los economistas en la vida pública. Rothbard señala que las funciones del economista en el mercado libre difieren marcadamente de las de los economistas sobre el mercado obstaculizado. "¿Qué puede hacer el economista en el mercado puramente libre?" Rothbard sostiene. "Él puede explicar el funcionamiento de la economía de mercado (una tarea vital, sobre todo porque la persona no entendida (en el tema) tiende a vincular la economía de mercado como mero caos), pero adicionalmente no mayor cosa."

## Contenido
- Servicios de defensa en el mercado libre
- Fundamentos de la intervención
- Intervención triangular
- Intervención binaria: tributación
- Intervención binaria: gastos gubernamentales
- Ética antimercado: una crítica praxeológica
- Conclusión: economía y políticas públicas